# HoneyWorks
HoneyWorks (Nhật: ハニーワークス Hepburn: Hanīwākusu) Còn được biết là Haniwa (Nhật: ハニワ) Là một dàn nhạc VOCALOID Nhật Bản. Nhóm nhạc bắt đầu vào năm 2010 với tải lên âm nhạc VOCALOID gốc của họ trực tuyến để NicoNico và bắt đầu hợp tác với ca sĩ CHiCO trong Tháng 5 năm 2014 (CHiCO with HoneyWorks) Họ đã ra mắt chính thức trong tháng 1 năm 2014

## Thành viên

### Thành viên chính
- Gom (Nhà soạn nhạc)
- shito (Nhà soạn nhạc)
- Yamako (Vẽ minh họa)

### Thành viên hỗ trợ
- Oji (Đàn ghi ta, gia nhập nhóm năm 2012)
- Rokoru 《ろこる》 (Vẽ minh họa, gia nhập nhóm năm 2013)
- ziro (Video đạo diễn phim, gia nhập nhóm năm 2014)
- cake (Bàn phím đàn piano, gia nhập nhóm năm 2014)
- Atsuyuk! (Trống, gia nhập nhóm năm 2014)
- Mogelatte 《モゲラッタ》  (Vẽ minh họa,gia nhập nhóm năm 2014)
- Nakanishi 《中西》 (Đàn ghi ta, gia nhập nhóm năm 2017)

## Truyền hình
Bài hát HoneyWorks đã được đặc trưng như bài hát mở đầu/kết thúc trong các chương trình truyền hình sau:
- Itsudatte Bokura no Koi wa 10 cm Datta
- Twins từ Pri Pri Chi-Chan
- Kotoba No Iranai Yakusoku từ Naruto
- Ai No Scenario từ Magic Kaito
- Pride Kakumei từ Gintama
- Sekai Wa Koi Ni Ochiteiru từ Ao Haru Ride
- Kyou Mo Sakura Mau Akatsuki Ni từ Gintama
- Beloved X Survival từ Brothers Conflict
- Nostalgic Rainfall từ Koi wa Ameagari no You ni [3][4]
- Hikari Shoumeiron từ Gintama[5]
- Otome-domo Yo từ Araburu Kisetsu no Otome-domo Yo[6][7]
- Kessen Spirit từ Haikyuu!!

Cũng thế, Phim hoạt hình anime truyền hình Itsu Datte Bokura no Koi wa 10 centi Datta (Tình yêu của chúng tôi đã cách nhau 10 centimet) câu chuyện và âm nhạc đặc trưng của HoneyWorks bắt đầu phát sóng chương trình truyền hình 6 tuần vào ngày 24 tháng 11 năm 2017

## Phim
Bài hát HoneyWorks đã được đặc trưng như bài hát mở đầu/kết thúc/chèntrong những bộ phim sau:
- Tsunoru Kimochi từ Principal ~Koi Suru Watashi wa Heroine desu ka?~
- Principal No Kimi E từ Principal ~Koi Suru Watashi wa Heroine desu ka?~

Bài hát của Honeyworks là nguồn cảm hứng cho hai bộ phim, Zutto Mae Kara Suki Deshita và Suki ni Naru Sono Shunkan o. Cả hai kết hợp chặt chẽ các bài hát của ban nhạc.

## Bài hát

### CHiCO with HoneyWorks
|   | Tên Single                                            | Danh sách nhạc | Ngày phát hành      |
| - | ----------------------------------------------------- | --- | ------------------- |
| 1 | 世界は恋に落ちている (Sekai wa koiniochite iru)       | 4 bài hát 1. 世界は恋に落ちている (Sekai wa koiniochite iru) 2. color 3. 世界は恋に落ちている (Sekai wa koiniochite iru) -Nhạc cụ- 4. color -Nhạc cụ-                                                                       | 6 tháng 8 năm 2014  |
| 2 | アイのシナリオ (Ai No Scenario)                       | 4 bài hát 1. アイのシナリオ (Ai No Scenario) 2. ユキドケ (Yukidoke) 3. アイのシナリオ (Ai No Scenario) -instrumental- 4. ユキドケ (Yukidoke) -Nhạc cụ-                                                                      | 4 tháng 2 năm 2015  |
| 3 | プライド革命 (Pride Kakumei)                          | 4 bài hát 1. プライド革命 (Pride Kakumei) 2. ヒストリア (Historia) 3. プライド革命 (Pride Kakumei) -Nhạc cụ- 4. ヒストリア (Historia) -Nhạc cụ-                                                                             | 5 tháng 8 năm 2015  |
| 4 | 恋色に咲け (Koiiro no Sake)                           | 4 bài hát 1. 恋色に咲け (Koiiro no Sake) 2. これ青春アンダースタンド (Kore seishun Understand) feat.sana 3. 恋色に咲け (Koiiro no Sake) -Nhạc cụ- 4. これ青春アンダースタンド (Kore seishun Understand) feat.sana -Nhạc cụ- | 13 tháng 4 năm 2016 |
| 5 | カヌレとウルフ (Canele to Wolf)                       | 4 bài hát 1. カヌレ (Canele) 2. ウルフ (Wolf) 3. カヌレ (Canele) -Nhạc cụ- 4. ウルフ (Wolf) -Nhạc cụ- | 14 tháng 9 năm 2016 |
| 6 | 今日もサクラ舞う暁に (Kyou mo Sakura Mau Akatsuki Ni) | 4 bài hát 1. 今日もサクラ舞う暁に (Kyou mo Sakura Mau Akatsuki Ni) 2. ロデオ (Rodeo) feat.sana 3. 今日もサクラ舞う暁に (Kyou mo Sakura Mau Akatsuki Ni) -Nhạc cụ- 4. ロデオ (Rodeo) feat.sana -Nhạc cụ-                     | 26 tháng 4 năm 2017 |
| 7 | ヒカリ証明論 (Hikari Shoumeiron)                      | 4 bài hát 1. ヒカリ証明論 (Hikari Shoumeiron) 2. サイダ (Cider) 3. ヒカリ証明論 (Hikari Shoumeiron) -Nhạc cụ- 4. サイダ (Cider) -Nhạc cụ-                                                                                   | 8 tháng 8 năm 2018  |

### Single
| Tên Single                                      | Danh sách nhạc | Ngày phát hành      |
| ----------------------------------------------- | --- | ------------------- |
| 東京ウインターセッション (Tokyo winder session) | 5 bài hát 1. 東京ウインターセッション (Tokyo winder section) 2. 聞こえますか (Kikoemasuka) Feat.Shunki(Thời thơ ấu) (CV: Koinu (Rinu)) 3. 恋という贈り物meets (Koi to iu okurimono meets) Amatsuki 4. Re:初恋の絵本 (Re: Hatsukoi no ehon) Feat.Mio gouda (CV: Aki Toyosaki) 5. 東京ウインターセッション (Tokyo winder session) -Nhạc cụ- | 6 tháng 12 năm 2017 |

#### CHiCO with HoneyWorks meets Shouko nakagawa (Skypeace)
| Tên Single                                                   | Danh sách nhạc | Ngày phát hành      |
| ------------------------------------------------------------ | --- | ------------------- |
| ミスター・ダーリン/ギミギミコール (Mr.Darling/Gimigimi Goal) | 3 bài hát 1. ミスター・ダーリン (Mr.Darling) 2. ギミギミコール (Gimigimi Goal) 3. ミスター・ダーリン (Mr.Darling) -Nhạc cụ- (ギミギミコール (Gimigimi Goal) -Nhạc cụ-) | 7 tháng 11 năm 2018 |

#### sana/HoneyWorks
| Tên Single                                                                                                 | Danh sách nhạc | Ngày phát hành      |
| --- | --- | ------------------- |
| 言葉のいらない約束/暁月夜-アカツキヅクヨ- (Kotoba no iranai yakusoku/Akatsuki tsukiyo - akatsukidzukuyo -) | 4 bài hát 1. 言葉のいらない約束 (Kotoba no iranai yakusoku) 2. 暁月夜-アカツキヅクヨ- (Akatsuki tsukiyo - akatsukidzukuyo -) 3. 言葉のいらない約束 (Kotoba no iranai yakusoku) -Nhạc cụ- 4. 暁月夜-アカツキヅクヨ- (Akatsuki tsukiyo - akatsukidzukuyo -) -Nhạc cụ- | 26 tháng 5 năm 2015 |

#### HoneyWorks meets Sphere
| Tên Single                                     | Danh sách nhạc | Ngày phát hành      |
| ---------------------------------------------- | --- | ------------------- |
| 一分一秒君と僕の (Ippun'ichibyō kimitoboku no) | 4 bài hát 1. 一分一秒君と僕の (Ippun'ichibyō kimitoboku no) 2. 愛に出会いに恋は続く (Ai ni deai ni koi wa tsudzuku) 3. 一分一秒君と僕の (Ippun'ichibyō kimitoboku no) -Nhạc cụ- 4. 愛に出会いに恋は続く (Ai ni deai ni koi wa tsudzuku) -Nhạc cụ- | 20 tháng 4 năm 2016 |

#### HoneyWorks meets TrySail
| Tên Single         | Danh sách nhạc                                                                                       | Ngày phát hành       |
| ------------------ | --- | -------------------- |
| センパイ。(Senpai) | 4 bài hát 1. センパイ。(Senpai) 2. BraveSail 3. センパイ。 (Senpai) -Nhạc cụ- 4. BraveSail -Nhạc cụ- | 14 tháng 12 năm 2016 |

### Album

#### Album chính (Major)
|     | Tên Album | Ngày phát hành       | Danh sách nhạc | Tiêu chuẩn          |
| --- | --- | -------------------- | --- | ------------------- |
| 1st | ずっと前から好きでした。(Zuttomaekara sukideshita.)                                                                              | 28 tháng 1 năm 2014  | 19 bài hát 1. ヤキモチの答え (Yakimochi no kotae) 2. 竹取オーバーナイトセンセーション (Taketori Over section) 3. 病名恋ワズライ (Byōmei koi wazurai) 4. ハジマリノサヨナラ (Hajimarinosayonara) 5. スキキライ (Sukikirai) 6. テレカクシ思春期 (Terekakushi shishunki) 7. 終わらない英雄の記憶 (Owaranai eiyū no kioku) 8. ラズベリー＊モンスター (Rasberry Monster) 9. 告白予行練習 (Kokuhaku yokō renshū) 10. 初恋の絵本 (Hatsukoi no ehon) 11. ペットショップガール ～ハニワstyle～ (Petshop girl ~ haniwa style ~) 12. 今ちょっとだけ話題の神様 (Ima chotto dake wadai no kamisama) 13. 君ガ空コソカナシケレ (Kimi ga sora kosokanashikere) 14. キミがまた歌いたくなる頃に。 (Kimi ga mata utaitaku naru koro ni) 15. ラブ＠ライアー (Love@Liar) 16. ロクベル (Logbell) 17. 吉田、家出するってよ (Yoshida, iede suru tte yo) 18. 第三次プリン戦争 (Daisanji purin sensō) 19. 泣キ虫カレシ (Kyūki-chū kareshi)                                 | CD+DVD+Truyện tranh |
| 1st | ずっと前から好きでした。(Zuttomaekara sukideshita.)                                                                              | 28 tháng 1 năm 2014  | 19 bài hát 1. ヤキモチの答え (Yakimochi no kotae) 2. 竹取オーバーナイトセンセーション (Taketori Over section) 3. 病名恋ワズライ (Byōmei koi wazurai) 4. ハジマリノサヨナラ (Hajimarinosayonara) 5. スキキライ (Sukikirai) 6. テレカクシ思春期 (Terekakushi shishunki) 7. 終わらない英雄の記憶 (Owaranai eiyū no kioku) 8. ラズベリー＊モンスター (Rasberry Monster) 9. 告白予行練習 (Kokuhaku yokō renshū) 10. 初恋の絵本 (Hatsukoi no ehon) 11. ペットショップガール ～ハニワstyle～ (Petshop girl ~ haniwa style ~) 12. 今ちょっとだけ話題の神様 (Ima chotto dake wadai no kamisama) 13. 君ガ空コソカナシケレ (Kimi ga sora kosokanashikere) 14. キミがまた歌いたくなる頃に。 (Kimi ga mata utaitaku naru koro ni) 15. ラブ＠ライアー (Love@Liar) 16. ロクベル (Logbell) 17. 吉田、家出するってよ (Yoshida, iede suru tte yo) 18. 第三次プリン戦争 (Daisanji purin sensō) 19. 泣キ虫カレシ (Kyūki-chū kareshi)                                 | CD+DVD              |
| 1st | ずっと前から好きでした。(Zuttomaekara sukideshita.)                                                                              | 28 tháng 1 năm 2014  | 19 bài hát 1. ヤキモチの答え (Yakimochi no kotae) 2. 竹取オーバーナイトセンセーション (Taketori Over section) 3. 病名恋ワズライ (Byōmei koi wazurai) 4. ハジマリノサヨナラ (Hajimarinosayonara) 5. スキキライ (Sukikirai) 6. テレカクシ思春期 (Terekakushi shishunki) 7. 終わらない英雄の記憶 (Owaranai eiyū no kioku) 8. ラズベリー＊モンスター (Rasberry Monster) 9. 告白予行練習 (Kokuhaku yokō renshū) 10. 初恋の絵本 (Hatsukoi no ehon) 11. ペットショップガール ～ハニワstyle～ (Petshop girl ~ haniwa style ~) 12. 今ちょっとだけ話題の神様 (Ima chotto dake wadai no kamisama) 13. 君ガ空コソカナシケレ (Kimi ga sora kosokanashikere) 14. キミがまた歌いたくなる頃に。 (Kimi ga mata utaitaku naru koro ni) 15. ラブ＠ライアー (Love@Liar) 16. ロクベル (Logbell) 17. 吉田、家出するってよ (Yoshida, iede suru tte yo) 18. 第三次プリン戦争 (Daisanji purin sensō) 19. 泣キ虫カレシ (Kyūki-chū kareshi)                                 | CD                  |
| 2nd | 僕じゃダメですか?～「告白実行委員会」キャラクターソング集～ (Boku ja damedesu ka? ~`Kokuhaku jikkō iinkai' Character song-shū ~) | 26 tháng 11 năm 2014 | 18 bài hát 1. ヤキモチの答え (Yakimochi no kotae) 2. 告白ライバル宣言 (Kokuhaku Rival sengen) 3. 今好きになる。(Ima suki ni naru.) 4. テレカクシ思春期 (Terekakushi shishunki) 5. 放課後トーーク！男子編 (Hōkago Talk! Danshi-hen) 6. 告白予行練習 (Kokuhaku yokō renshū) 7. 三角ジェラシー (Sankaku Jealousy) 8. 初恋の絵本 (Hatsukoi no ehon) 9. さよなら両片想 (Sayonara ryō kataomoi) 10. 放課後トーーク！女子編 (Hōkago Talk! Joshi-hen) 11. 告白予行練習 (Kokuhaku yokō renshū) -another story- 12. 病名恋ワズライ (Byōmei koi wazurai) 13. 初恋の絵本 (Hatsukoi no ehon) -another story- 14. 未来図 (Mirai-zu) 15. 放課後トーーク！回答編？(Hōkago Talk! Kaitō-hen?) 16. イノコリ先生 (Inokori sensei) 17. 金曜日のおはよう(Kin'yōbi no ohayō) -another story- 18. ヤキモチの答え (Yakimochi no kotae) -another story- | CD+DVD+Truyện tranh |
| 2nd | 僕じゃダメですか?～「告白実行委員会」キャラクターソング集～ (Boku ja damedesu ka? ~`Kokuhaku jikkō iinkai' Character song-shū ~) | 26 tháng 11 năm 2014 | 18 bài hát 1. ヤキモチの答え (Yakimochi no kotae) 2. 告白ライバル宣言 (Kokuhaku Rival sengen) 3. 今好きになる。(Ima suki ni naru.) 4. テレカクシ思春期 (Terekakushi shishunki) 5. 放課後トーーク！男子編 (Hōkago Talk! Danshi-hen) 6. 告白予行練習 (Kokuhaku yokō renshū) 7. 三角ジェラシー (Sankaku Jealousy) 8. 初恋の絵本 (Hatsukoi no ehon) 9. さよなら両片想 (Sayonara ryō kataomoi) 10. 放課後トーーク！女子編 (Hōkago Talk! Joshi-hen) 11. 告白予行練習 (Kokuhaku yokō renshū) -another story- 12. 病名恋ワズライ (Byōmei koi wazurai) 13. 初恋の絵本 (Hatsukoi no ehon) -another story- 14. 未来図 (Mirai-zu) 15. 放課後トーーク！回答編？(Hōkago Talk! Kaitō-hen?) 16. イノコリ先生 (Inokori sensei) 17. 金曜日のおはよう(Kin'yōbi no ohayō) -another story- 18. ヤキモチの答え (Yakimochi no kotae) -another story- | CD                  |
| 3rd | 好きになるその瞬間を。 (Sukininaru sono shunkan o)                                                                               | 15 tháng 7 năm 2015  | 18 bài hát 1. プロポーズ (Propose) 2. 今好きになる。(Ima suki ni naru) 3. 言葉のいらない約束 (Kotoba no iranai yakusoku) 4. 東京サマーセッション (Tōkyō Summer Session) 5. 暁月夜 -アカツキヅクヨ- (Akatsuki tsukiyo - akatsukidzukuyo -) 6. 未来図 (Mirai-zu) 7. ランチトーーク！男の友情編 (Lunch Talk! Otoko no yūjō-hen) 8. タナタロ (Tanataro) 9. マジックメロディ (Magic melody) 10. さよなら両片想 (Sayonara ryō kataomoi) 11. 三角ジェラシー (Sankaku Jealousy) -another story- 12. 恋ヲウチヌケ (Koi wo uchinuke) 13. ランチトーーク！女の友情編 (Lunch Talk! On'na no yūjō-hen) 14. リトルリグレット (Little regret) 15. 告白ライバル宣言 (Kokuhaku Rival sengen) 16. 金曜日のおはよう (Kin'yōbi no ohayō) -love story- 17. ママ (Mama) 18. イジワルな出会い (Ijiwaruna deai) | CD+DVD+Truyện tranh |
| 3rd | 好きになるその瞬間を。 (Sukininaru sono shunkan o)                                                                               | 15 tháng 7 năm 2015  | 18 bài hát 1. プロポーズ (Propose) 2. 今好きになる。(Ima suki ni naru) 3. 言葉のいらない約束 (Kotoba no iranai yakusoku) 4. 東京サマーセッション (Tōkyō Summer Session) 5. 暁月夜 -アカツキヅクヨ- (Akatsuki tsukiyo - akatsukidzukuyo -) 6. 未来図 (Mirai-zu) 7. ランチトーーク！男の友情編 (Lunch Talk! Otoko no yūjō-hen) 8. タナタロ (Tanataro) 9. マジックメロディ (Magic melody) 10. さよなら両片想 (Sayonara ryō kataomoi) 11. 三角ジェラシー (Sankaku Jealousy) -another story- 12. 恋ヲウチヌケ (Koi wo uchinuke) 13. ランチトーーク！女の友情編 (Lunch Talk! On'na no yūjō-hen) 14. リトルリグレット (Little regret) 15. 告白ライバル宣言 (Kokuhaku Rival sengen) 16. 金曜日のおはよう (Kin'yōbi no ohayō) -love story- 17. ママ (Mama) 18. イジワルな出会い (Ijiwaruna deai) | CD                  |
| 4th | 何度だって、好き。〜告白実行委員会〜 (Nando datte, suki. ~ Kokuhaku jikkō iinkai ~)                                              | 22 tháng 2 năm 2017  | 16 bài hát 1. 恋色に咲け (Koiro ni sake) 2. センパイ。 (Senpai.) 3. 可愛くなりたい (Kawaiku naritai) 4. 僕が名前を呼ぶ日 (Boku ga namae o yobu hi) 5. 東京サマーセッション (Tōkyō Summer Session) 6. ハートの主張 (Heart no Shuchō) 7. ロメオ (Romeo) 8. 今好きになる。 (Ima suki ni naru) -triangle story- 9. 好きと好きの方程式 (Suki to suki no hōteishiki) 10. Destiny -CV arrangement- 11. テレカクシ記念日 (Terekakushi kinenbi) 12. 花に赤い糸 (Hana ni akai ito) 13. 日曜日の秘密 (Nichiyōbi no himitsu) 14. 私が恋を知る日 (Watashi ga koi o shiru hi) 15. 大嫌いなはずだった。 (Daikiraina wa zudatta) 16. 一分一秒君と僕の (Ippun'ichibyō kimitoboku no) | CD+DVD+Truyện tranh |
| 4th | 何度だって、好き。〜告白実行委員会〜 (Nando datte, suki. ~ Kokuhaku jikkō iinkai ~)                                              | 22 tháng 2 năm 2017  | 16 bài hát 1. 恋色に咲け (Koiro ni sake) 2. センパイ。 (Senpai.) 3. 可愛くなりたい (Kawaiku naritai) 4. 僕が名前を呼ぶ日 (Boku ga namae o yobu hi) 5. 東京サマーセッション (Tōkyō Summer Session) 6. ハートの主張 (Heart no Shuchō) 7. ロメオ (Romeo) 8. 今好きになる。 (Ima suki ni naru) -triangle story- 9. 好きと好きの方程式 (Suki to suki no hōteishiki) 10. Destiny -CV arrangement- 11. テレカクシ記念日 (Terekakushi kinenbi) 12. 花に赤い糸 (Hana ni akai ito) 13. 日曜日の秘密 (Nichiyōbi no himitsu) 14. 私が恋を知る日 (Watashi ga koi o shiru hi) 15. 大嫌いなはずだった。 (Daikiraina wa zudatta) 16. 一分一秒君と僕の (Ippun'ichibyō kimitoboku no) | CD                  |
| 5th | 好きすぎてやばい。〜告白実行委員会キャラクターソング集〜 (Suki sugite yabai. ~ Kokuhaku jikkō iinkai kyarakutāsongu-shū ~)       | 15 tháng 1 năm 2020  | 24 bài hát [DISC.1] 1. ヒロイン育成計画 (Heroine Ikusei keikaku) 2. フィアンセ (Fianse) 3. No.1 4. ワタシノテンシ (Watashi no tenshi) 5. 生意気ハニー (Namaiki Honey) 6. 恋愛成就 (Ren'ai jōju) 7. 私、アイドル宣言 (Watashi, Idol Sengen) 8. 映えラヴ (Hae Love) 9. レンズ越しの景色 (Lens Koshi no keshiki) 10. 大嫌いなはずだった。 (Daikiraina wa zudatta) 11. 選んでくれてありがとう。 (Erande kurete arigatō) 12. 東京ウインターセッション (Tōkyō Winder Session) [DISC.2] 1. ファンサ (Fansa) 2. イジワルな出会い (Ijiwaruna deai) 3. 生意気ハニー (Namaiki Honey) -another story- 4. ラブヘイトマジョリティ (Love hate majority) 5. Re：初恋の絵本 (Re: Hatsukoi no ehon) 6. 恋人たちのハッピーバースデー (Koibito-tachi no Happy birthday) 7. 聞こえますか (Kikoemasu ka) 8. 線香花火 (Senkō hanabi) 9. 青華 (Seika) 10. YELLOW 11. 告白してもいいですか (Kokuhaku shite mo īdesu ka) 12. 東京オータムセッション (Tōkyō Autumn Session) | 2 đĩa CD+DVD        |
| 5th | 好きすぎてやばい。〜告白実行委員会キャラクターソング集〜 (Suki sugite yabai. ~ Kokuhaku jikkō iinkai kyarakutāsongu-shū ~)       | 15 tháng 1 năm 2020  | 24 bài hát [DISC.1] 1. ヒロイン育成計画 (Heroine Ikusei keikaku) 2. フィアンセ (Fianse) 3. No.1 4. ワタシノテンシ (Watashi no tenshi) 5. 生意気ハニー (Namaiki Honey) 6. 恋愛成就 (Ren'ai jōju) 7. 私、アイドル宣言 (Watashi, Idol Sengen) 8. 映えラヴ (Hae Love) 9. レンズ越しの景色 (Lens Koshi no keshiki) 10. 大嫌いなはずだった。 (Daikiraina wa zudatta) 11. 選んでくれてありがとう。 (Erande kurete arigatō) 12. 東京ウインターセッション (Tōkyō Winder Session) [DISC.2] 1. ファンサ (Fansa) 2. イジワルな出会い (Ijiwaruna deai) 3. 生意気ハニー (Namaiki Honey) -another story- 4. ラブヘイトマジョリティ (Love hate majority) 5. Re：初恋の絵本 (Re: Hatsukoi no ehon) 6. 恋人たちのハッピーバースデー (Koibito-tachi no Happy birthday) 7. 聞こえますか (Kikoemasu ka) 8. 線香花火 (Senkō hanabi) 9. 青華 (Seika) 10. YELLOW 11. 告白してもいいですか (Kokuhaku shite mo īdesu ka) 12. 東京オータムセッション (Tōkyō Autumn Session) | 2 đĩa CD            |

#### Album Indies
|    | Tên Album | Ngày phát hành       |
| -- | --- | -------------------- |
| 1  | ラブロマ (Love roma)                                                                                               | 31 tháng 12 năm 2010 |
| 2  | ハニワ曲歌ってみた!! (Haniwa Kyōkutte mita)                                                                        | 2 tháng 5 năm 2011   |
| 3  | 初恋ノート (Hatsukoi Note)                                                                                         | 19 tháng 11 năm 2011 |
| 4  | ハニワ曲歌ってみた2 (Haniwa Kyōkutte mita 2)                                                                       | 31 tháng 12 năm 2011 |
| 5  | BabyPod～VocaloidP×Utaite collaboration collection～                                                               | 26 tháng 9 năm 2012  |
| 6  | ハニワ曲歌ってみた3 (Haniwa Kyōkutte mita 3)                                                                       | 27 tháng 4 năm 2013  |
| 7  | 六弦アストロジー (Rokugen Astrology)                                                                               | 27 tháng 4 năm 2013  |
| 8  | ハニワ曲歌ってみた4 (Haniwa Kyōkutte mita 4)                                                                       | 31 tháng 12 năm 2013 |
| 9  | ハニワ曲歌ってみた5 (Haniwa Kyōkutte mita 5)                                                                       | 30 tháng 12 năm 2014 |
| 10 | ボカコレ3 (Bokakore 3)                                                                                             | 16 tháng 8 năm 2015  |
| 11 | 僕が名前を呼ぶ日 / 私が恋を知る日 (Bokuga namae wo yōbuhi/ Watashiga koiwo shiruhi)                                | 31 tháng 12 năm 2015 |
| 12 | テレカクシ記念日/可愛くなりたい (Terekakushi kinenbi/Kawaiku naritai)                                              | 14 tháng 8 năm 2016  |
| 13 | 大好きな事って口に出して言いたいじゃん？/ハローアクター！ (Daisukina kotottekuchi ni dashite iitaijan/Hallo actor) | 31 tháng 12 năm 2016 |
| 14 | ジャッジ☆/月の姫 (Judge/Tsuki no hime)                                                                             | 11 tháng 8 năm 2017  |
| 15 | チョコカノ/ホワイトデーキッス (Choco kano/White day kiss)                                                          | 28 tháng 12 năm 2017 |

## Liên kết bên ngoài
- Website chính thức
- HoneyWorks trên Twitter
- Kênh HoneyWorks trên YouTube
- Shito(HoneyWorks) trên Instagram